# 007 przygód Franka i Wendy
007 przygód Franka i Wendy / Frank i Wendy (est. Frank ja Wendy) – estoński film animowany z 2005 roku w reżyserii Kaspara Jancisa, Ülo Pikkova i Priita Tendera.

## Fabuła
Dwoje amerykańskich tajnych agentów – Frank i Wendy zostaje wysłanych do najniebezpieczniejszego miejsca na świecie zwanego Estonią. Estonia okazuje się miejscem niedorzecznym, bardziej nawet niż sami agenci. Oś zła nie zaprzestaje ataków na Franka i Wendy, dla których ratowanie świata staje się codzienną pracą.

## Obsada (głosy)
- Peeter Oja
- Jan Uuspõld  Jan Uuspõld
- Janne Shevtshenko
- Andrus Vaarik
- Anne Reemann
- Eduard Toman
- Tarmo Männard

## Wersja polska
Film został wydany na DVD. Dystrybucja: Vivarto. Wersja z lektorem. Autorką tekstu była Patrycja Żukowska. Lektorem był Paweł Bukrewicz.

## Nagrody
- 2004: Doroczna nagroda Estońskiego Funduszu Kultury (Estonia) za Najlepszy film animowany roku 2004: Priit Pärn, Kaspar Jancis, Ülo Pikkov, Priit Tender
- 2005: Nagroda dla najlepszego filmu i serialu telewizyjnego na Międzynarodowym Festiwalu Filmów Animowanych ANIFEST (Teplice, Czechy)
- 2006: Nagroda publiczności dla najlepszego filmu animowanego na FEST Youth Video and Film Festival (Espinho, Portugalia)